# Automolis hypomela
Automolis hypomela là một loài bướm đêm thuộc phân họ Arctiinae, họ Erebidae.